# Седяш (Благовіщенський район)
Седя́ш (рос. Седяш, башк. Сиҙәш) — присілок (у минулому село) у складі Благовіщенського району Башкортостану, Росія. Входить до складу Октябрської сільської ради.
Населення — 18 осіб (2010; 53 в 2002).
Національний склад:
- росіяни — 45 %
- татари — 26 %